# Hoàng Thùy
Mia Hoang, Thuy Hoang aussi connue sous le nom Hoàng Thùy, née le 15 mars 1992 à Thanh Hóa, au Viêt Nam, est une mannequin et reine de beauté vietnamienne.

## Biographie
Son nom complet est Hoàng Thị Thùy, elle est née dans une famille pauvre. Thùy est diplômée du Lycée de Tĩnh Gia 1 en 2010. Quand elle était en deuxième année à l'université d'architecture de Hanoi, elle a participé au concours Vietnam's Next Top Model 2011. Cela marque le début de sa carrière de mannequin. En 2016, elle a commencé à s'inscrire à Central Saint Martins College of Art and Design.

## Activités de carrière

### 2011 - 2012: concours qui marquent le début de carrière
Elle a participé au concours Top Model Vietnam 2011 (Vietnam's Next Top Model) et la reine l'a choisie comme gagnante le 8 janvier 2012. 

Elle a ensuite jointe Top Model of the world 2012 à Berlin, en Allemagne, où elle s'est classée dans le Top 15 et a également remportée le prix du Best Catwalk Award.

### 2013 - 2016: Après les concours
Thùy a commencé à travailler aux niveaux national et international après les concours. Elle a été rejetée à plusieurs reprises par des agences de mode à New York, Paris et Londres. Lorsqu'elle a appris que Autumn/Winter 2014 Fashion Week de Londres aurait lieu en février 2014, elle est venue à Londres pour essayer de trouver le moyen de s'y joindre. En l'absence de contacts personnels, elle a envoyé son portfolio par courrier électronique à tous les concepteurs, de quelque manière que ce soit. Jean Pierre Braganza est le seul créateur à avoir répondu à Thùy et lui a permis d'assister à ses quatre défilés lors de la fashion week. Ce fut un tournant dans sa carrière internationale. Depuis lors, elle participe habituellement à New York Fashion Week, London Fashion Week et Vietnam International Fashion Week. Elle a signé avec l'agence de mode PRM Models à Londres en 2015. Elle est ensuite devenue le premier mannequin vietnamienne à paraître dans les magazines de Elle et Grazia (Royaume-Uni).

### Entraîneuse de The Face Vietnam 2017
Il a annoncé qu'elle serait l'un des trois entraîneuses de The Face Viêt Nam 2017. La gagnante du concours est Tú Hảo, qui fait partie de l'équipe de l'autre entraîneuse Lan Khuê.

### Élection de Miss Univers Viêt Nam 2017
Marine participe à l'élection de Miss Univers Vietnam 2017. Elle est sacrée première dauphine de Miss Univers Viêt Nam 2017, H'Hen Niê. 

## Élection de Miss Univers 2019
Le 6 mai 2019, en tant que 1re dauphine de Miss Univers Viêt Nam 2017, elle a été officiellement nommée représentante du Vietnam à Miss Univers 2019.

## Palmarès
- Gagnante de Vietnam's Next Top Model 2011
- Top 15 et Best Catwalk Award de Top Model of the world 2012
- 1re dauphine de Miss Univers Viêt Nam 2017